# 吳榮光
吳榮光（1773年—1843年），原名燎光，字殿垣，一字伯榮，號荷屋、可庵，別署拜經老人、石雲山人。廣東南海縣人，清朝政治人物。
嘉慶三年（1798年），吳榮光中舉人，嘉慶四年（1799年）聯捷己未科進士，选庶吉士，散馆授編修，從此，40年宦海浮沉，道光年間升至湖廣巡撫兼湖廣總督。師從阮元，“性好書籍，官京師二十年，聚至七八千卷。”。工書法，取法苏东坡。晚年罷官，築“賜書樓”，书画作品编成《辛丑销夏记》，康有为曾评其为：“吾粤吴荷屋中丞，帖学名家，其书为吾粤冠。”著有《辛丑销夏记》、《吾学录初编》、《石云山人文稿》、《绿伽楠馆诗稿》。